# Mirosław Styczeń
Mirosław Andrzej Styczeń (ur. 24 kwietnia 1953 w Krakowie) – polski polityk, w latach 1990–1994 wojewoda bielski, poseł na Sejm III kadencji, od 1998 do 2000 prezes Stronnictwa Konserwatywno-Ludowego.

## Życiorys

### Działalność do 1989
Uzyskał wykształcenie średnie ogólnokształcące, w 1972 ukończył I Liceum Ogólnokształcące im. Bartłomieja Nowodworskiego w Krakowie. W latach 1972–1976 był studentem Wydziału Maszyn Górniczych i Hutniczych Akademii Górniczo-Hutniczej w Krakowie. We wrześniu 1980 wstąpił do „Solidarności”, w grudniu 1980 został rzecznikiem prasowym Międzyzakładowego Komitetu Założycielskiego, następnie zarządu Regionu Podbeskidzie NSZZ „Solidarność” w Bielsku-Białej. Za prowadzoną działalność był zatrzymywany, objęty przesłuchaniami i rewizjami. Po wprowadzeniu stanu wojennego został internowany z powodu działalności antykomunistycznej w Zakładzie Karnym w Jastrzębiu-Zdroju, następnie w Zakładzie Karnym w Łupkowie na okres od 13 grudnia 1981 do 6 czerwca 1982. Do 1986 był rozpracowywany przez Wydział V Wojewódzkiego Urzędu Spraw Wewnętrznych w Bielsku-Białej w ramach operacyjnego rozpracowania o kryptonimie „Maj”. W 1983 był współzałożycielem Duszpasterstwa Ludzi Pracy przy parafii św. Mikołaja w Bielsku-Białej. W październiku 1988 przystąpił do jawnej Regionalnej Komisji Organizacyjnej „Solidarności”.

### Działalność polityczna od 1989
Od marca 1989 do marca 1990 był przewodniczącym Wojewódzkiego Komitetu Obywatelskiego „Solidarność” w Bielsku-Białej. Od 9 kwietnia 1990 do 1 lutego 1994 był pierwszym niekomunistycznym wojewodą bielskim. Od 1991 do 1992 był wiceprzewodniczącym Koalicji Republikańskiej, w latach 1993–1996 pełnił funkcję wiceprezesa Partii Konserwatywnej. Od 1994 do 1997 zasiadał w radzie miasta Bielsko-Biała z listy Koalicji dla Bielska-Białej. W 1997 został wybrany na wiceprezesa nowo powstałego Stronnictwa Konserwatywno-Ludowego, od 1998 do 2000 był prezesem tej partii.
W latach 1997–2001 sprawował mandat posła III kadencji z listy Akcji Wyborczej Solidarność z okręgu bielskiego, będąc członkiem sejmowej Komisji Spraw Zagranicznych, wiceprzewodniczącym sejmowej Komisji Transportu i Łączności oraz przewodniczącym Podkomisji nadzwyczajnej ds. prywatyzacji Polskich Linii Lotniczych LOT S.A.  W latach 1999–2001 był członkiem Zgromadzenia Parlamentarnego NATO. 26 marca 2001 wystąpił z grupą działaczy z SKL, współtworząc Przymierze Prawicy, w latach 2001–2002 sprawował funkcję członka zarządu krajowego tej partii. W wyborach parlamentarnych w 2001 bezskutecznie kandydował z listy Prawa i Sprawiedliwości, którego następnie został działaczem. Od 2001 do czasu zawieszenia członkostwa w PiS w 2005 był pełnomocnikiem tej partii w Bielsku-Białej. W 2004 współtworzył program gospodarczy tej partii na wybory parlamentarne w 2005.
W styczniu 2005 został zatrzymany przez funkcjonariuszy ABW. Prokurator przedstawił mu następnie zarzut oszustwa na szkodę osoby fizycznej; do przestępstwa miało dojść w latach 1994–1997. Proces karny rozpoczął się w 2006. W 2013 został nieprawomocnie uznany za winnego i skazany na karę pozbawienia wolności z warunkowym zawieszeniem jej wykonania. Na skutek odwołania Sąd Okręgowy w Bielsku-Białej w tym samym roku postępowanie karne wobec Mirosława Stycznia prawomocnie umorzył.

### Działalność zawodowa i społeczna
W latach 1991–1993 był przewodniczącym rady nadzorczej Zakładów Piwowarskich w Żywcu. W latach 1994–1997 był doradcą prezesów zarządów Banku Przemysłowo-Handlowego oraz Banku Inicjatyw Gospodarczych. Od 2001 prowadzi własną działalność gospodarczą, współpracując z firmami z sektora informatycznego, telekomunikacyjnego, przetwórstwa spożywczego, przemysłu papierniczego, gazownictwa, wydobycia surowców mineralnych, drogownictwa i innych.
Działacz takich organizacji pozarządowych jak Stowarzyszenie „Pro Filia” (w Cieszynie), Bielskie Centrum Przedsiębiorczości (w Bielsku-Białej) oraz Fundacja Środkowoeuropejska (w Warszawie). W 1993 został członkiem kapituły Laurów Umiejętności i Kompetencji Regionalnej Izby Gospodarczej w Katowicach. W 2012 został prezesem zarządu Stowarzyszenia Pro Bono Musicae w Bielsku-Białej.

## Odznaczenia i wyróżnienia
Odznaczony Srebrnym Medalem „Za zasługi dla obronności kraju” (1991), honorową odznaką „Zasłużony dla Województwa Bielskiego” (1992), Krzyżem Wolności i Solidarności (2012) oraz Medalem Stulecia Odzyskanej Niepodległości (2022). Laureat Platynowego Lauru Umiejętności i Kompetencji (1992).